# Kazai Anita
Kazai Anita (Szeged, 1988. május 28. –) magyar válogatott kézilabdázó, a Mosonmagyaróvári KC SE balszélsője.

## Pályafutása

### Klubcsapatokban
A Debrecen csapata egy diákolimpián figyelt fel rá 16 éves korában, majd ezt követően a hajdúsági csapathoz került. Debrecenben 2005-től 2013-ig szerepelt, bajnoki és Magyar Kupa ezüstérmet szerzett a csapattal, szerepelt a Bajnokok Ligájában is. 2013 nyarán az Alba Fehérvárban folytatta pályafutását. Többször is sérülések hátráltatták, 2015 januárjában keresztszalag-szakadást szenvedett, aminek következtében fél évet kellett kihagynia. 2017 nyarán szerződött a Dunaújvárosi Kohász csapatához.

### A válogatottban
2010-ben főiskolai világbajnokságot nyert. A magyar válogatottban 2018. szeptember 28-án mutatkozott be egy Montenegró ellen 29–25-re megnyert felkészülési mérkőzésen. Világversenyen először a 2018-as Európa-bajnokságon volt a válogatott keret tagja.

## Személyes
Törékeny, karcsú testalkata miatt kapta nevelőedzőjétől, Bíró Imrétől a Csibe becenevet.

## Sikerei, díjai
- Nemzeti Bajnokság I:
  - Ezüstérmes: 2010, 2011
- Magyar Kupa:
  - Ezüstérmes: 2011